# Aepyornithomimus tugrikinensis
Aepyornithomimus tugrikinensis — вид ящеротазових динозаврів, що мешкав у пізній крейді, приблизно 85 млн років тому, на території сучасної Азії. Його рештки знайдені в пізньокрейдяних породах формації Дядохта в Монголії. Голотип складається з лівої стопи з прикріпленою таранною кісткою, п'яткової кістки та третьої нижньої частини плесна. Скам'янілість була знайдена на поверхні пустелі, це перша знахідка орнітомімозавра на цьому місці.

## Філогенія

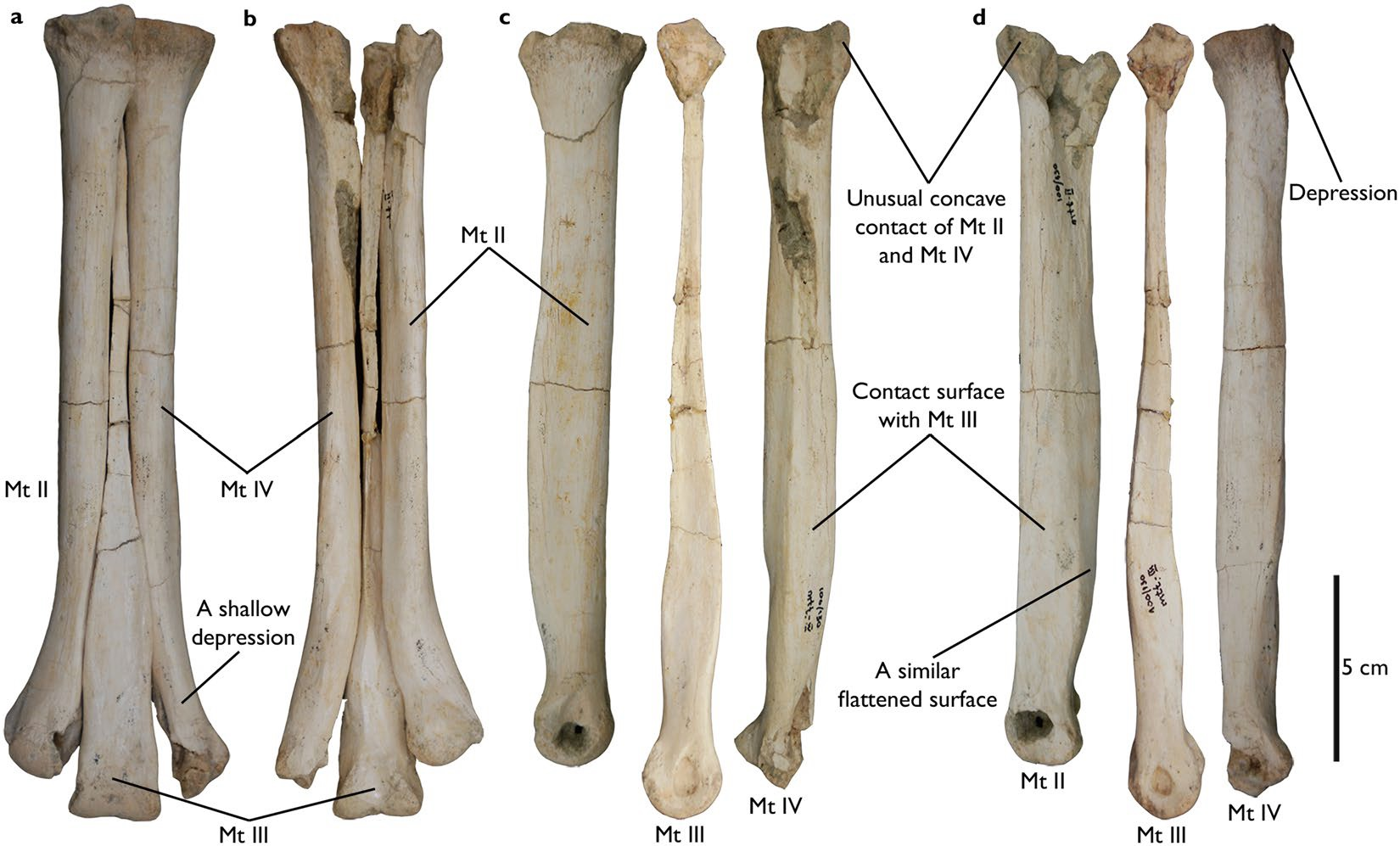
Плюснові кістки зразка MPC-D 100/130

Філогенетичний аналіз показав, що Aepyornithomimus є похідним орнітомімозавром, тісно пов'язаним зі Struthiomimus, Ornithomimus, Gallimimus і Anserimimus. Точну систематику в межах цієї групи похідних орнітомімід визначити не вдалося, але було виявлено, що вони тісно пов'язані з Deinocheiridae та Archaeornithomimus.

## Опис
Aepyornithomimus — досить маленький орнітомімозавр з довжиною тіла близько двох метрів. Третя плюснова кістка має довжину 211 міліметрів. Шари, в яких був знайдений Aepyornithomimosaurus, є вітровими відкладеннями в пустелі. Це означає, що орнітомімозаври могли жити в більш сухих районах, ніж вважалося раніше.